# Thryptomene duplicata
Thryptomene duplicata är en myrtenväxtart som beskrevs av Barbara Lynette Rye och Malcolm Eric Trudgen. Thryptomene duplicata ingår i släktet Thryptomene och familjen myrtenväxter. Inga underarter finns listade i Catalogue of Life.